# Wickham Heights
Wickham Heights är en bergskedja på ön Östra Falkland, Falklandsöarna i Sydatlanten . Den ligger 50 km väster om huvudstaden Stanley. Ögruppens högsta bergstopp, Mount Usborne ingår i bergskedjan, som sträcker sig 79 km i öst-västlig riktning.
Topografiskt ingår följande toppar i Wickham Heights:
- Long Island Mountain
- Mount Challenger
- Mount Kent
- Mount Pleasant
- Mount Usborne
- Mount Vernet
- Mount Wickham